# Luke Varney
Luke Ivan Varney (Leicester, 28 settembre 1982) è un ex calciatore inglese, di ruolo attaccante.

## Carriera

### Club
Dopo aver giocato con vari club inglesi, il 27 agosto 2010 si trasferisce in prestito al Blackpool, con il quale debutta in Premier League il 28 agosto, in Blackpool-Fulham 2-2, segnando il goal del momentaneo vantaggio della sua squadra.
Il 7 luglio 2011 firma un contratto triennale con il Portsmouth.
Il 2 luglio 2012 firma un contratto con il Leeds. Il successivo 31 ottobre, in una gara di Carling Cup contro il Southampton, manca sottoporta un gol che sembrava agevole da realizzare, e questo verrà definito da Neil Warnock come l'"Errore del Secolo".